# Chlorion regale
Chlorion regale är en biart som beskrevs av Frederick Smith 1873.
Chlorion regale ingår i släktet Chlorion och familjen grävsteklar. Inga underarter finns listade i Catalogue of Life.